# Takumi Wada
Takumi Wada (født 20. oktober 1981) er en tidligere japansk fodboldspiller.
Han har spillet for flere forskellige klubber i sin karriere, herunder Shimizu S-Pulse, JEF United Chiba og Avispa Fukuoka.